# Emile Langui

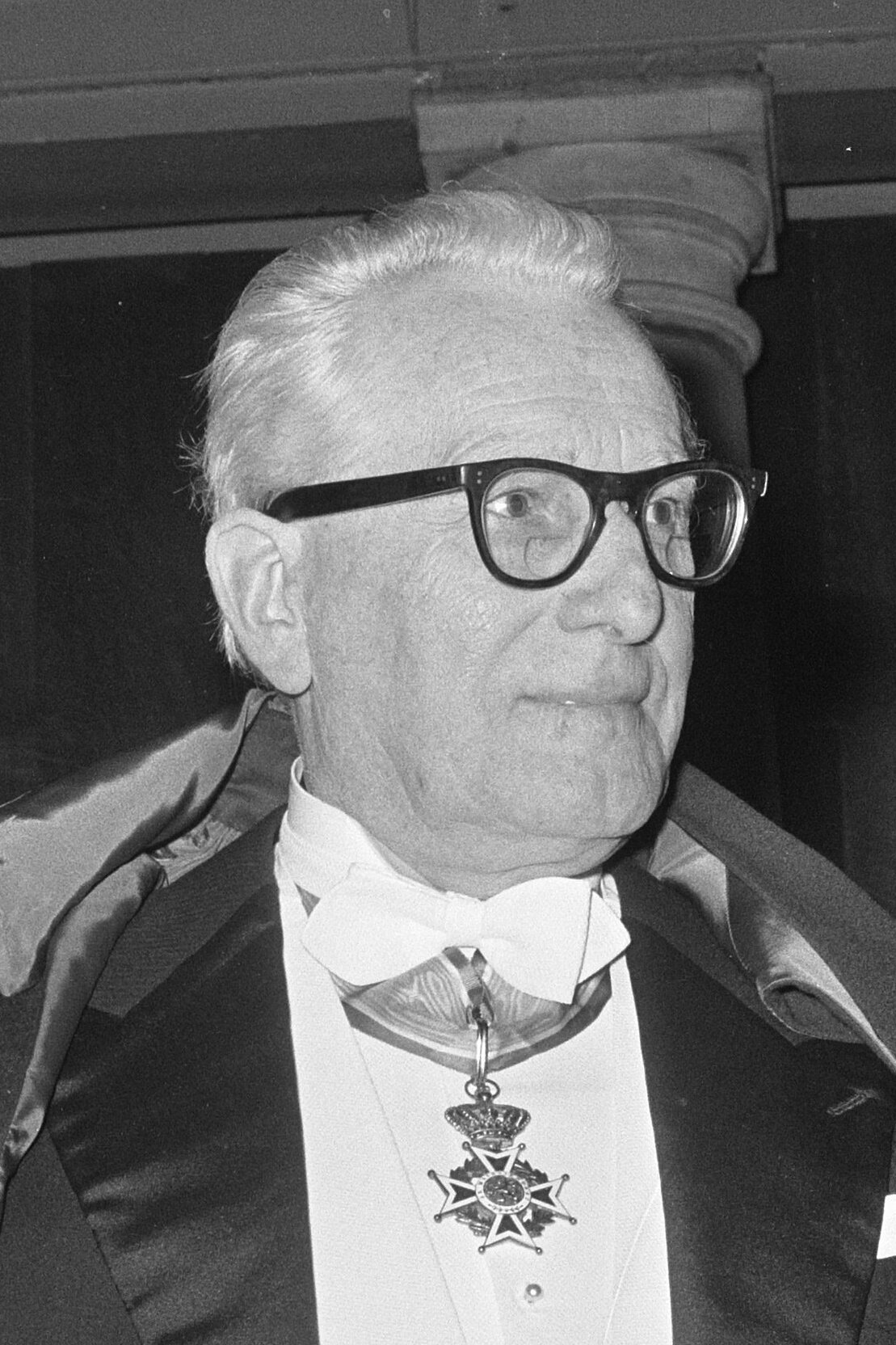
Emile Langui bij de overhandiging van zijn eredoctoraat in 1972

Emile Langui (Brussel, 31 oktober 1903 – Anderlecht, 1980) was een Belgisch kunsthistoricus en hoger ambtenaar.

## Levensloop
In zijn kinderjaren toerde hij rond met zijn vader, die circusworstelaar was.
Na studies aan een rijksnormaalschool, werd hij leraar in Gent. In 1928 promoveerde hij aan de Rijksuniversiteit Gent tot licentiaat in de kunstgeschiedenis en archeologie en werd leraar kunstgeschiedenis aan het Instituut Charles de Kerckhove in Gent. Hij werd in 1936 conservator aan het Gentse Museum voor Schone Kunsten. In 1938 werd hij kabinetssecretaris bij de Gentse minister van Openbare Werken August Balthazar.
Vanaf 1933 schreef hij wekelijks in de Vooruit over kunst. Hedendaagse kunst zoals kubisme en futurisme kwamen ruim aan bod en hij bekeek alles door de lens van zijn socialistische overtuigingen en zijn antifascistische opinies.
Tijdens de Tweede Wereldoorlog trad hij toe tot het onafhankelijkheidsfront, nauw verwant met de communistische partij. In september 1943 werd hij gearresteerd op verdenking tot het Verzet te behoren, maar kwam weer vrij. Hij nam deel aan de gevechten voor de bevrijding van Gent, Zelzate en Terneuzen. Hij begon onmiddellijk artikels te publiceren waarin hij de terugkeer naar België aanmoedigde van de door de nazi's ontvreemde kunstwerken.
In 1946 werd hij ambtenaar van het departement Schone Kunsten binnen het ministerie van Onderwijs in België. Hij werd in deze functie verantwoordelijk voor het organiseren van grote kunsttentoonstellingen, inbegrepen het Belgisch paviljoen voor de Biënnale van Venetië.
In 1956 werd hij directeur-generaal Schone Kunsten in het gelijknamige departement. Hij organiseerde de tentoonstelling Vijftig Jaar Moderne Kunst naar aanleiding van de Expo 58 in Brussel. Vanaf 1963 was hij administrateur-generaal van de Vlaamse Culturele Diensten binnen het ministerie voor Onderwijs en Cultuur. Hij ging met pensioen in 1968, maar bleef een prominent lid van de Belgische en internationale culturele activiteiten.
In 1972 ontving Langui een eredoctoraat van de Universiteit van Amsterdam voor zijn inzet "voor taal en letteren, kunst en geschiedenis".

## Monuments Man
Langui werd een naaste medewerker van zijn vroegere professor Leo Van Puyvelde, directeur-generaal van het departement Schone Kunsten en in dienst als luitenant-kolonel bij de Monuments Men. Van Puyvelde was lid van het Comité Vaucher (Inter-Allied Commission for the Protection and Restitution of Cultural Materials) en had lijsten opgesteld van uit België ontvreemde kunstwerken. Ongeduldig geworden toen de recuperatie dreigde te verzanden in bureaucratische rompslomp, beslisten Van Puyvelde en Langui om de zaken zelf in handen te nemen.
Ze kwamen in actie toen kapitein Robert Posey het Lam Gods van de gebroeders Van Eyck ontdekte in de zoutmijnen van Altaussee. Het onschatbare meesterwerk werd naar het centrale verzamelpunt in München gevoerd. In augustus 1945 konden ze het werk naar Brussel terugbrengen, waar het korte tijd verbleef in de Koninklijke Musea voor Schone Kunsten, alvorens triomfantelijk naar de Gentse Sint-Baafskathedraal te worden teruggebracht.
Ook in de volgende jaren zette Langui zich in voor de terugkeer van gestolen kunstobjecten. Hij schreef hierover talrijke artikels in de Zondagspost.
Nog in 1975, vijf jaar voor zijn dood, nam hij deel op de Franse televisie aan een debat over de bescherming van Europese kunst tijdens de Tweede Wereldoorlog.

## Publicaties
- Paul Delvaux, Venetië, 1949.
- Verzameling G. Van Geluwe, Brussel, Ed. de la Connaissance, 1956.
- Marino Marini, 1954.
- (samen met Marino Marini) Modern sculptors, Londen, A. Zwemmer, 1958.
- 50 Years of Modern Art, 1959.
- Frits Van den Berghe 1883–1939. De mens en zijn werk, Mercatorfonds, Antwerpen, 1968.
- Octave Landuyt. Met een beschrijvende catalogus door Mona Landuyt en aantekeningen buiten de tekst van de kunstenaar, Brussel, André De Rache, 1978.
- Expressionism in Belgium, 1971.
- Flemish portraits: froùm the 15th to the 17th Century.

## Eerbetoon
Voor zijn activiteiten ten gunste van de (Belgische) kunst werd Langui geëerd:
- Grootofficier in de Kroonorde,
- Grootofficier in de Leopoldsorde,
- Commandeur in de Orde van Oranje-Nassau,
- Gouden medaille voor Cultuur (Tsjechoslovakije),
- Commandeur in de Orde van de Ster (Joegoslavië).